# Alone Again, Natura-Diddily
«Alone Again, Natura-Diddily» (с англ. — «Опять один») — четырнадцатая серия одиннадцатого сезона мультсериала «Симпсоны». В этой серии персонаж Мод Фландерс умирает после инцидента на овальной трассе, опустошив жизнь Неда и побудив Гомера найти новую женщину для горюющего соседа. После нескольких неудачных свиданий Нед начинает терять свою веру в Бога. Однако его вера начинает возвращаться после прослушивания певицы из христианской рок-группы. Сценарий написал Иэн Мэкстон-Грехем, а срежиссировал серию Джим Реардон.
Приглашённая звезда Шон Колвин в роли Рэйчел Джордан.
Название серии является пародией на песню Гилберта О’Салливана «Опять один, естественно».
Продолжительность серии — 20 минут и 8 секунд.
Премьера в США состоялась 13 февраля 2000 года, через два с половиной месяца — в Великобритании, 27 ноября 2000 года — в Германии, 23 июня 2001 года — в России, и 6 января 2002 года в Венгрии.
В формате DVD серия, как и весь одиннадцатый сезон сериала, была впервые выпущена компанией 20th Century Fox в 2008 году.

## Сюжет

Мод за несколько секунд до смерти

Во время поездки в птичий заповедник семья Симпсонов обнаруживает новый автодром, который был построен внутри заповедника и открывается в этот же день. Семья занимает место в самом конце зрительских мест. Они удивлены, что Нед Фландерс и его семья тоже приехали на гонку, хоть и для того, чтобы увидеть высокий уровень безопасности гонщиков. Позже отряд болельщиков раздаёт бесплатные футболки, стреляя ими воздушной пушкой в толпу, и Гомер грубым способом требует себе футболку. Раздраженная его выходками, Мод решает выйти и купить хот-доги. Гомер рисует мишень на груди кетчупом и привлекает внимание болельщиков. Они кидают полный залп футболок в его сторону, но Гомер наклоняется в последнюю секунду, чтобы поднять булавку с земли. В этот момент возвращается Мод. В неё попадают футболками, из-за чего она падает с огромной высоты на бетон. Толпа собирается вокруг тела, где доктор Хибберт признаёт Мод мёртвой.
Каждый выражает свои соболезнования Неду, Барт даже проводит время с Родом и Тоддом (правда, неохотно), играя в христианскую видеоигру с ними. Даже Гомер решает прекратить обращаться в грубой форме с Недом. Он сопровождает друга домой после похорон и желает ему спокойной ночи, целуя в знак дружбы. Кроме того, он решает поговорить с Недом в ту же ночь, когда Нед не может уснуть из-за мысли, что теперь он стал вдовцом. Гомер признаётся Неду, что это он припарковался в зоне скорой помощи, невольно предотвратив возможность её добраться до Мод и таким образом устранив любую возможность её спасения. Чтобы помочь своему соседу войти в новую жизнь, Гомер тайно делает видеозапись Неда, чтобы отдать её в брачное агентство. Эта лента включает в себя кадры, в которых Нед принимает душ, и Мардж, рожающую Мэгги (Гомер не смог убрать её с кассеты). Нед получает кассеты от женщин, которых заинтересовал Нед, в том числе от Линдси Нейгл и Эдны Крабаппл. Тем не менее, все свидания заканчиваются для Неда неудачей.
В субботу вечером Нед молится Богу, но начинает терять веру и сердится на него, когда чувствует, что не получает никакого ответа. На следующее утро Нед ещё сердится и говорит сыновьям, что не будет больше ходить в церковь, пугая их. Позже почувствовав вину, он приезжает в церковь (всю дорогу извиняясь перед Богом). Войдя в храм, он видит выступление христианской рок-группы «Ковенант». Он симпатизирует певице Рэйчел Джордан, которая поет о том, что нельзя терять веры в Бога, потому что он всегда рядом с людьми. Вдохновленный песней, Нед позже помогает Рэйчел при загрузке оборудования в её грузовик и рассказывает ей о своей потере, которой она сочувствует. Он и Рейчел завязывают знакомство, но она быстро покидает Неда, ведь у неё впереди новое турне.

## Производство
Сценарий серии был написан Иэном Мэкстон-Грехемом, а срежиссировал серию Джим Реардон как часть одиннадцатого сезона.
Когда коллектив сценаристов придумывал идею о спидвее, то думали, что это будет великолепная возможность заполучить нескольких гонщиков NASCAR в качестве приглашённых звёзд. Однако, по словам Майка Скалли, им не удалось заполучить ни одного, так как гонщики были обеспокоены негативным изображением NASCARа в серии. В серии спидвей показан в негативном свете, с большим акцентом на автоаварии.
В этой серии показана смерть персонажа Мод Фландерс, которую озвучивала Мэгги Розуэлл.
Эта смерть является результатом ухода Росуэлл из «Симпсонов» весной 1999 года после споров с телеканалом FOX о зарплате.
С 1994 года она летала между её домом в Денвере и Лос-Анджелесом два раза в неделю для записи серий.
Росуэлл в итоге устала от этого, а цены билетов на самолёты со временем выросли.
В результате она попросила у FOX повышения зарплаты с 2000 долларов за серию до 6000. Однако FOX предложила повысить зарплату лишь на 150 долларов, что не покрывало транспортных расходов, поэтому Мэгги решила оставить сериал.
Актриса озвучивания Марсия Мицман Гэйвен была нанята для озвучивания персонажей Мэгги, включая Мод в этой, а также ранних сериях одиннадцатого сезона, хотя продюсеры решили вывести её персонаж для создания новых сюжетных линий.
Исполнительный продюсер Майк Скалли сказал: «Был шанс для одного из регулярных персонажей (Нед Фландерс) в лице измениться и расти в новом направлении. Идея появилась быстро, авторы зацепилась за неё и она развивалась просто хорошо. Мы не хотели убивать Мод ради убийства. Мы хотели убить персонаж, чтобы иметь последствия с выжившими персонажами, делая будущие серии».
Росуэлл вернулась к Симпсонам в 2002 году, после соглашения с FOX о записи её фраз из её дома в Денвере.
После возвращения Мэгги она озвучила Мод в флешбэках и её призрака в ежегодном хэллоуинском выпуске. В интервью The Denver Post Мэгги Россуэлл высказала своё мнение о смерти Мод: «Мод была уязвимым персонажем. Мод, Лиза и Мардж были единственными уязвимыми персонажами, в сущности — у всех остальных есть внутренний стержень. Позже они заметили, что ход повествования нарушен, и многократно возвращались к Мод ретроспективно».
Американская певица Шон Колвин в качестве приглашённой звезды озвучила персонаж Рэйчел Джордан, также вернувшись для озвучивания этой роли в серии «I’m Goin’ to Praiseland».